# Aeroportul Mejit
Aeroportul Mejit (IATA: MJB, FAA LID: Q30) este un aeroport din Insulele Marshall ce deservește zona Mejit Island⁠(d).
Situat la o altitudine de 2 m, aeroportul dispune de o singură pistă.